# Franciaország regionális natúrparkjai

Francia regionális natúrparkok (zölddel), nemzeti parkok (pirossal) és tengeri natúrparkok (kékkel)

Franciaországban a regionális natúrpark (francia nyelven: Parc naturel régional de France, PNR) a természet és a kulturális örökség védelemének, valamint a vidéki térségek fejlesztésének is egyik intézményes formája. A regionális natúrparkok létrehozásának alapelveit rögzítő rendelet 1967-ben jelent meg. Ennek 50. évfordulóján, 2007-ben negyven ilyen park működött, 2021-ben pedig már az ötvennyolcadik alakult meg.

## Ismertetése
Franciaországban a regionális natúrpark olyan nagyobb kiterjedésű, de sérülékeny, nagyrészt vidéki terület, amelyet nemzeti szinten a táj, valamint a természeti és kulturális örökség szempontjából jelentős értékként ismernek el. Egy összehangolt projekt köré szerveződik, amelynek célja a területen a természet és a kulturális örökség védelme, valamint a gazdasági és társadalmi fejlődés biztosítása. A regionális natúrpark minősítést (mint védjegyet) az illetékes minisztérium adja.
Egy magyar tanulmány egyszerű fogalmazása szerint: „Franciaországban a regionális natúrpark (parc naturel régional) [= PNR] olyan vidéki térség, amelyet országosan elismernek értékes helyi öröksége és tájképe, valamint érzékeny területi jellege és együttműködési hálózata alapján.” 
Célja, feladata többek között a természeti környezet és az örökség megóvása, a területen a fenntartható fejlődés és a terület- vagy vidékfejlesztés segítése, részvétel a helyi közösségek életének, életminőségének alakításában, a turisztika és vendéglátás ösztönzése, valamint „tájszintű együttműködést segítő” feladatok ellátása. 
A natúrparkok elősegítik a természettudományos oktatást és a nagyközönség kapcsolatát a természettel, részt vesznek ökológiai kutatási programokban.

## Története
Franciaországban az első nemzeti parkokat az 1960-as évek elején hozták léte. Edgar Pisani mezőgazdasági miniszter azonban ezt a formát túlságosan korlátozónak ítélte, ezért 1964-től regionális natúrparkok létrehozásán dolgozott, hogy a természeti környezet közelebb kerülhessen a mindennapi élethez.
Charles de Gaulle elnök 1967-ben írta alá a natúrparkok létrehozásának alapelveit rögzítő rendeletet. Az 1993. január 8-i 93-24. számú, a tájak védelméről és fejlesztéséről szóló törvény adta meg azután a regionális natúrparkok chartájának jogi hátterét. A törvény 2. cikke tesz utalást hozzájárulásukra „a környezetvédelmi politikához, a regionális tervezéshez, a gazdasági és társadalmi fejlődéshez, valamint a közoktatáshoz és művelődéshez.”
Az első natúrparkot egy évvel a rendelet után, 1968-ban hozták létre (Saint-Amand-Raismes, jelenlegi nevén: Parc naturel régional Scarpe-Escaut), amely azóta is a legkisebb területű regionális natúrpark (391,8 fő/km²). Később, 1971-ben megalakították a Francia Natúrparkok Szövetségét. A parkok száma 1989-ben elérte a huszonötöt, 2014-ben az ötvenet (Parc naturel régional du Golfe du Morbihan). Sorrendben az 57. és 58. 2021-ben alakult meg: Parcs ceux de Corbières-Fenouillèdes és  Parc naturel régional du Médoc. A natúrparkok, illetve a minősítésük felülvizsgálatát kezdetben tíz évente tartották, 2016 óta tizenöt évente végzik.

## Nemzeti parkés aregionális natúrpark[6]
A két „park” a francia természetvédelem két különböző formája, bár francia elnevezésük hasonló (national – naturel). Céljaik, létrehozásuk módja és a védettségi szintjük is eltérő.
A nemzeti park területének besorolásáról (minősítéséről)) az Államtanács határoz, irányítása központilag történik. A regionális natúrpark (PNR) önkormányzatok, megyék vagy régiók kezdeményezésére jön létre, tevékenysége és szervezete önálló.
A nemzeti parkok célja a természeti környezet védelme az ember által okozható károktól, „külső” hatásoktól, elsősorban tudományos céllal. Általában ritkán lakott helyen létesülnek, ahová a belépés is szabályozott, és „minden olyan tevékenység megtiltható vagy korlátozható, amely a területen a természeti fejlődést károsíthatja” 
(a víz, a légkör, az állat- és növényvilág fejlődését akadályozhatja).
A regionális natúrparkok célja és irányultsága sokrétűbb (mint láttuk); a védelem mellett a lakott vidéki területeken a gazdálkodás, a kulturális, oktatási, turisztikai tevékenység segítése is. Natúrparkokat olyan helyeken hoznak létre, amelyek ökológiai és gazdasági szempontból megújításra (revitalizációra) szorulnak. Ezek sokkal inkább tervezési és fejlesztési, mint védelmi területek. Elfogadott chartájuk meghatározza a területi határokat, a célkitűzéseket, a fejlesztési programokat, a működési szabályokat. Nincs szükségük, de nincs is jogkörük arra, hogy céljaik eléréséhez tiltó (korlátozó) rendelkezéseket hozzanak.

## Regionális natúrparkok 2024-ben
2024-ben Franciaországban 58 regionális natúrpark működött, összterületük az ország területének kb. 16,5%-a (az európai ország közel 17%-a); több mint 4700 községet, több mint 9 millió hektárnyi területet és több mint 4,4 millió lakost képviselnek.
Közülük legnagyobb az 1977-ben létrehozott Volcans d'Auvergne natúrpark, területe 3897 km². A Queyras regionális natúrparknak (Provence-Alpes-Côte d’Azur régió) 2010-ben mindössze 2300 lakosa volt 603 km²-es területen, ami alig 3,8 fő/km² népsűrűséget jelent. A Ballons des Vosges regionális natúrparknak volt a legtöbb lakosa: 256 000 fő, közel 3000 km²-es területen.

### Az 58 regionális natúrpark listája betűrendben
- Alpilles regionális natúrpark
- Ardennes regionális natúrpark
- Armorique regionális natúrpark
- Aubrac regionális natúrpark
- Avesnois regionális natúrpark
- Baie de Somme - Picardie maritime regionális natúrpark
- Ballons des Vosges regionális natúrpark
- Baronnies provençales regionális natúrpark
- Boucles de la Seine normande regionális natúrpark
- Brenne regionális natúrpark
- Brière regionális natúrpark
- Camargue regionális natúrpark
- Caps et Marais d'Opale regionális natúrpark
- Causses du Quercy regionális natúrpark
- Chartreuse regionális natúrpark
- Corbières-Fenouillèdes regionális natúrpark
- Corse regionális natúrpark
- Doubs Horloger regionális natúrpark
- Forêt d'Orient regionális natúrpark
- Gâtinais français regionális natúrpark
- Golfe du Morbihan regionális natúrpark
- Grands Causses regionális natúrpark
- Guyane regionális natúrpark
- Haute vallée de Chevreuse regionális natúrpark
- Haut-Jura regionális natúrpark
- Haut-Languedoc regionális natúrpark
- Landes de Gascogne regionális natúrpark
- Livradois-Forez regionális natúrpark
- Loire-Anjou-Touraine regionális natúrpark
- Lorraine regionális natúrpark
- Luberon regionális natúrpark
- Marais du Cotentin et du Bessin regionális natúrpark
- Marais poitevin regionális natúrpark (1979 alakult meg, 1997-ben elvették a címet, 2014-ben visszakapta)
- Martinique regionális natúrpark
- Massif des Bauges regionális natúrpark
- Médoc regionális natúrpark
- Millevaches en Limousin regionális natúrpark
- Mont-Ventoux regionális natúrpark
- Montagne de Reims regionális natúrpark
- Monts d'Ardèche regionális natúrpark
- Morvan regionális natúrpark
- Narbonnaise en Méditerranée regionális natúrpark
- Normandie-Maine regionális natúrpark
- Oise-Pays de France regionális natúrpark
- Perche regionális natúrpark
- Périgord-Limousin regionális natúrpark
- Pilat regionális natúrpark
- Préalpes d'Azur regionális natúrpark
- Pyrénées ariégeoises regionális natúrpark
- Pyrénées catalanes regionális natúrpark
- Queyras regionális natúrpark
- Sainte-Baume regionális natúrpark
- Scarpe-Escaut regionális natúrpark
- Vercors regionális natúrpark
- Verdon regionális natúrpark
- Vexin français regionális natúrpark
- Volcans d'Auvergne regionális natúrpark
- Vosges du Nord regionális natúrpark

### Az 58 regionális natúrpark listája létrehozásuk sorrendjében
- Scarpe-Escaut regionális natúrpark
- Armorique regionális natúrpark
- Camargue regionális natúrpark
- Brière regionális natúrpark
- Forêt d'Orient regionális natúrpark
- Landes de Gascogne regionális natúrpark
- Morvan regionális natúrpark
- Vercors regionális natúrpark
- Corse regionális natúrpark
- Haut-Languedoc regionális natúrpark
- Boucles de la Seine Normande regionális natúrpark
- Lorraine regionális natúrpark
- Pilat regionális natúrpark
- Normandie-Maine regionális natúrpark
- Vosges du Nord regionális natúrpark
- Martinique regionális natúrpark
- Montagne de Reims
- Luberon regionális natúrpark
- Queyras regionális natúrpark
- Volcans d'Auvergne regionális natúrpark
- Haute vallée de Chevreuse regionális natúrpark
- Livradois-Forez regionális natúrpark
- Caps et Marais d'Opale regionális natúrpark
- Haut-Jura regionális natúrpark
- Ballons des Vosges regionális natúrpark
- Brenne regionális natúrpark
- Marais du Cotentin et du Bessin regionális natúrpark
- Chartreuse regionális natúrpark
- Grands Causses regionális natúrpark
- Vexin français regionális natúrpark
- Massif des Bauges regionális natúrpark
- Loire-Anjou-Touraine regionális natúrpark
- Verdon regionális natúrpark
- Perche regionális natúrpark
- Avesnois regionális natúrpark
- Périgord Limousin regionális natúrpark
- Gâtinais Français regionális natúrpark
- Causses du Quercy regionális natúrpark
- Guyane regionális natúrpark
- Monts d'Ardèche regionális natúrpark
- Narbonnaise en Méditerranée regionális natúrpark
- Oise-Pays de France regionális natúrpark
- Pyrénées catalanes regionális natúrpark
- Millevaches en Limousin regionális natúrpark
- Alpilles regionális natúrpark
- Pyrénées ariégeoises regionális natúrpark
- Ardennes regionális natúrpark
- Préalpes d'Azur regionális natúrpark
- Marais poitevin regionális natúrpark (1979 alakult meg, de 1997-ben elvették a címet, 2014-ben kapta vissza)
- Golfe du Morbihan regionális natúrpark
- Baronnies provençales regionális natúrpark
- Sainte-Baume regionális natúrpark
- Aubrac regionális natúrpark
- Médoc regionális natúrpark
- Baie de Somme - Picardie maritime regionális natúrpark
- Mont-Ventoux regionális natúrpark
- Corbières-Fenouillèdes regionális natúrpark
- Doubs Horloger regionális natúrpark